# Clara Strömberg
Clara Charlotta Constantia Clementina Strömberg, född 26 april 1836 i Locknevi församling i Kalmar län, död 27 november 1898, var en svensk pedagog och skolledare. Hon grundade och drev Clara Strömbergs skola i Stockholm, som fick sitt namn efter henne, mellan 1859 och 1881. Hon var därefter föreståndare för Ateneum för flickor mellan 1881 och 1896. 
Hon var syster till missionären Charles Strömberg och operasångaren Helmer Strömberg; en annan släkting var Johan Peter Strömberg. 
Hon var lärare för småbarnsklassen vid Hammarstedtska flickpensionen i Stockholm 1853-59. Hon grundade 1859 sin egen skola, Clara Strömbergs skola. Den var främst för flickor och hade plats för mellan 50 och 60 elever. Hon var också under en tid husföreståndare hos familjen Cassel. Skolan fick mot slutet ekonomiska problem. 1881 uppgick både hennes skola och Hammerstedtska pensionen i Johan Löfvéns större skola Ateneum för flickor, där hon samtidigt fick anställning som föreståndare. Hon beskrevs 1896 som glad, frisk, uppoffrande och ungdomlig och med målet att lära eleverna gudsfruktan, arbetsvilja och enkelhet, ansågs moderlig och ha en särskild talang för att undervisa yngre barn. Som föreståndare för Ateneum för flickor ansågs hon ha gjort en viktig insats för Ateneums starka utveckling.
Hon flyttade 1896 från Stockholm till Uppsala. Hon är begraven på Gamla kyrkogården i Uppsala.